# NGC 818
NGC 818 este o intermediate spiral galaxy⁠(d) situată în constelația Andromeda. A fost descoperită în 18 octombrie 1786 de către William Herschel. Se află la o distanță de 58,08 de megaparseci de Pământ.